# Грин, Кен
Ке́ннет Гри́н (англ. Kenneth Green; 27 апреля 1924, Пластоу, Большой Лондон — 8 июня 2001 или 7 июня 2001, Саттон-Колдфилд, Западный Мидленд) — английский футболист, игравший на позиции защитника; участник чемпионата мира 1954 года.

## Биография

### Клубная карьера
Грин был одним из лучших фланговых защитников в стране и всю футбольную карьеру играл за «Бирмингем Сити». Всего за «синих» отыграл 16 сезонов, сыграв 401 матч и забил 3 гола. С «Бирмингемом» он выигрывал два раза Второй дивизион в 1948 и 1955 годах, а также играл в финале Кубка Англии 1956 года, в котором «синие» проиграли «Манчестер Сити» со счётом 3:1.
Завершил карьеру в 1959 году в возрасте 35 лет.

### Карьера в сборной
В составе сборной Англии был участником чемпионата мира 1954 года, но на турнире был запасным и на поле не вышел.

### Смерть
Скончался 7 июня 2001 года в больнице города Саттон-Колдфилд в возрасте 77 лет от опухоли головного мозга.